# Nehalennia integricollis
Espèce
Nehalennia integricollis fait partie de la famille des Coenagrionidae appartenant au sous-ordre des demoiselles dans l'ordre des odonates. Elle a été décrite en 1913 par l'entomologiste Philip Powell Calvert. 
Comme tous les odonates, l'adulte est un prédateur opportuniste de petits insectes. La naïade (larve) est également prédatrice et se nourrit d'invertébrés aquatiques.

## Description
Cette demoiselle mesure entre 20-25 mm de long. Le mâle possède un thorax vert métallique avec les côtés bleus. L'abdomen est également vert avec les côtés également bleus. Les deux derniers segments abdominaux sont bleus avec des motifs rectangulaires foncés. Les ailes sont transparentes. La femelle a une coloration semblable au mâle mais avec les côtés jaunes. Chez elle, le dixième segment est entièrement bleu et on retrouve une fine tache bleutée sur le neuvième

### Espèce similaire
- Nehalennia irene

## Répartition
Cette espèce se retrouve dans le Sud-Ouest des États-Unis ; du Nouveau-Mexique à la Côte Ouest puis jusqu'au Rhode Island.

## Habitat
Nehalennia integricollis fréquente les lacs et les étangs avec une végétation dense à bordure herbacée.